# کریستین فراسر
کریستین فراسر (به انگلیسی: Kristin Fraser) (زاده ۲۹ فوریه ۱۹۸۰ در پالو آلتو، کالیفرنیا) یک رقاص روی یخ آمریکایی-آذربایجانی که برای تیم رقص روی یخ جمهوری آذربایجان با ایگور لوکانین در مسابقات به رقابت می‌پردازند. این دو سابقه چهار عنوان قهرمانی در رقابت‌های رقص روی یخ جمهوری آذربایجان و در بازی‌های المپیک زمستانی ۲۰۰۲ و بازی‌های المپیک زمستانی ۲۰۰۶ حضور داشته‌اند. وی پیش‌تر به نمایندگی از تیم ملی رقص روی یخ آمریکا در مسابقات شرکت می‌کرده‌است.